# Ритм джунглей
«Ритм джунглей» (англ. Jungle Rhythm) — четырнадцатый мультфильм с участием Микки Мауса от Уолта Диснея. Чёрно-белый музыкальный мультфильм. Премьера в США — 15 ноября 1929 года.

## Сюжет
Микки отправился на сафари в Африку и решил покататься на слоне. Во время охоты он оказался между разъярёнными львом и медведем. Чтобы успокоить их, Микки начал играть мелодию. И вдруг, все животные начали танцевать. Начался настоящий концерт, и Микки играл на животных, и в финале все аплодировали ему.

## Награды
Микки Маус получил звезду на аллее славы в Голливуде.